# Autheuil-en-Valois
Pour les articles homonymes, voir Autheuil, Auteuil et Valois.
Autheuil-en-Valois est une commune française située dans le département de l'Oise en région Hauts-de-France.

## Géographie

### Description
Comme son nom l'indique, Autheuil-en-Valois est un village rural du Valois dans l'Oise, limitrophe du département de l'Aisne et situé en limite du plateau du Multien à 12 km au sud de Villers-Cotterêts, à 17 km au sud-est de Crépy-en-Valois, à 30 km au nord-est de Meaux, à 35 km au sud-ouest de Soissons et à 40 km à l'est de Senlis.
Le territoire communal comprend  924 ha selon l'inventaire communal de 1998 dont 149 ha de boisements, soit 16% du territoire communal.
L'altitude du territoire varie de m. NGF au lieu-dit « La Grande Pièce de Billemont » à 68 m NGF dans le fond de vallée du ru d'Autheuil.

### Communes limitrophes
| Ivors           | Boursonne                | Villers-Cotterêts Aisne |
| Coyolles Aisne  | Autheuil-en-Valois       | Villers-Cotterêts Aisne |
| Thury-en-Valois | La Villeneuve-sous-Thury | Villers-Cotterêts Aisne |

### Hydrographie
La commune est située dans le bassin Seine-Normandie. Elle est drainée par le fossé 01 de la commune d'Autheuil-en-Valois, le ru d'Autheuil et la Vallée Martin,,.

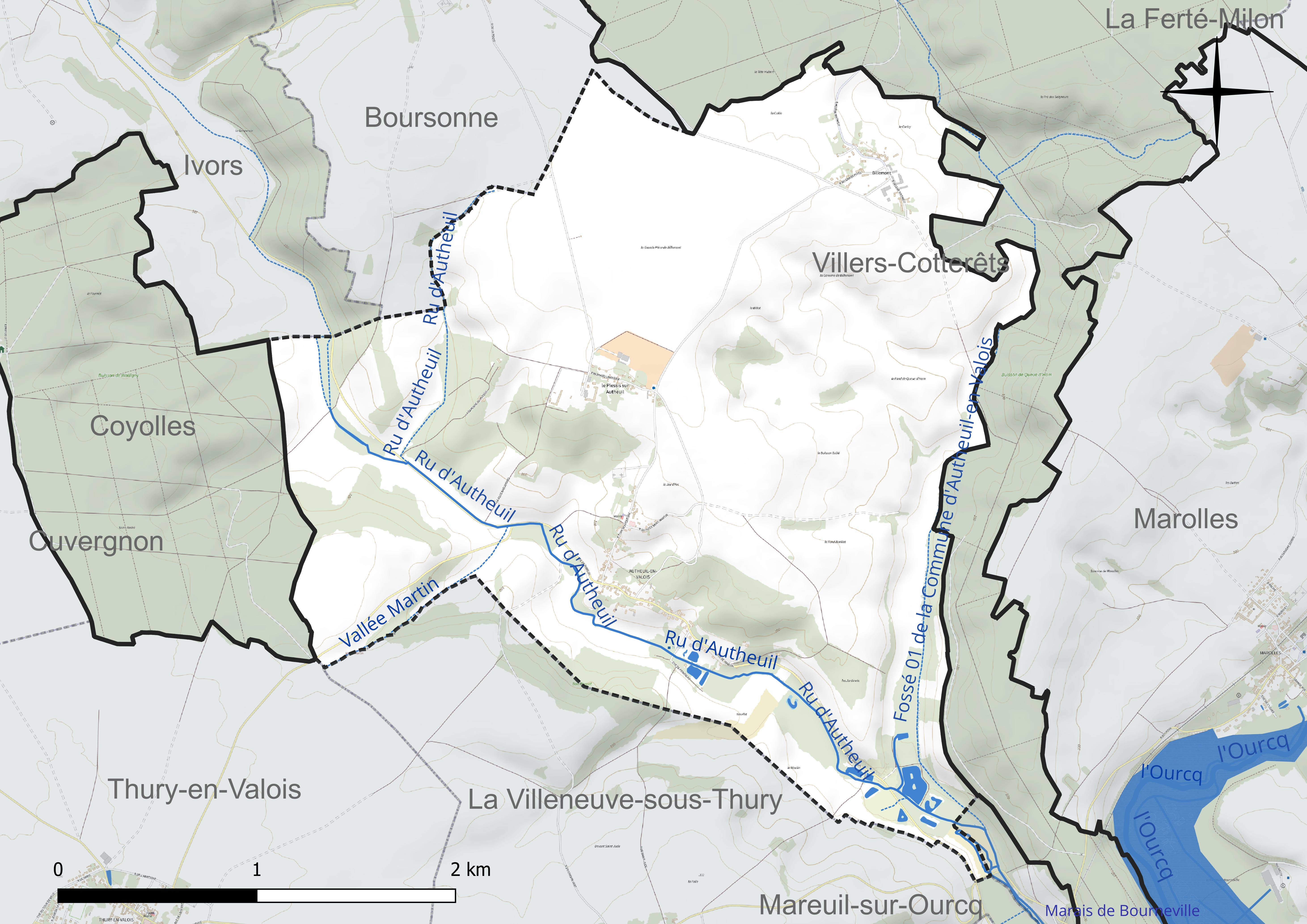
Réseau hydrographique d'Autheuil-en-Valois.

### Climat
Pour des articles plus généraux, voir Climat des Hauts-de-France et Climat de l'Oise.
En 2010, le climat de la commune est de type climat océanique dégradé des plaines du Centre et du Nord, selon une étude du CNRS s'appuyant sur une série de données couvrant la période 1971-2000. En 2020, Météo-France publie une typologie des climats de la France métropolitaine dans laquelle la commune est exposée à un climat océanique altéré et est dans la région climatique Nord-est du bassin Parisien, caractérisée par un ensoleillement médiocre, une pluviométrie moyenne régulièrement répartie au cours de l'année et un hiver froid (3 °C).
Pour la période 1971-2000, la température annuelle moyenne est de 10,8 °C, avec une amplitude thermique annuelle de 15,2 °C. Le cumul annuel moyen de précipitations est de 732 mm, avec 11,8 jours de précipitations en janvier et 8,4 jours en juillet. Pour la période 1991-2020, la température moyenne annuelle observée sur la station météorologique la plus proche, située sur la commune du Plessis-Belleville à 24 km à vol d'oiseau, est de 11,4 °C et le cumul annuel moyen de précipitations est de 661,7 mm,. Pour l'avenir, les paramètres climatiques de la commune estimés pour 2050 selon différents scénarios d'émission de gaz à effet de serre sont consultables sur un site dédié publié par Météo-France en novembre 2022.

### Milieux naturels et biodiversité
La Zone naturelle d'intérêt écologique, faunistique et floristique (ZNIEFF)  du Massif forestier de Retz s'étend à la  la lisière de la forêt de Retz en frange est du territoire communal  et  les  boisements  communaux à l'ouest, qui comprend plusieurs milieux remarquables, rares et menacés en Europe.
La Zone importante pour la conservation des oiseaux (ZICO)  PE04 Forêt Picarde : Massif de Retz, utilisé comme halte  migratoire, site  d'hivernage  et site de nidification pour de nombreuses espèces protégées s'étend sur 51 communes, dont Autheuil-en-Valois.

## Urbanisme

### Typologie
Au 1er janvier 2024, Autheuil-en-Valois est catégorisée commune rurale à habitat dispersé, selon la nouvelle grille communale de densité à sept niveaux définie par l'Insee en 2022.
Elle est située hors unité urbaine. Par ailleurs la commune fait partie de l'aire d'attraction de Paris, dont elle est une commune de la couronne,.

### Occupation des sols
L'occupation des sols de la commune, telle qu'elle ressort de la base de données européenne d'occupation biophysique des sols Corine Land Cover (CLC), est marquée par l'importance des territoires agricoles (79,9 % en 2018), une proportion identique à celle de 1990 (79,9 %). La répartition détaillée en 2018 est la suivante : 
terres arables (75,8 %), forêts (20,1 %), zones agricoles hétérogènes (4,1 %). L'évolution de l'occupation des sols de la commune et de ses infrastructures peut être observée sur les différentes représentations cartographiques du territoire : la carte de Cassini (XVIIIe siècle), la carte d'état-major (1820-1866) et les cartes ou photos aériennes de l'IGN pour la période actuelle (1950 à aujourd'hui).

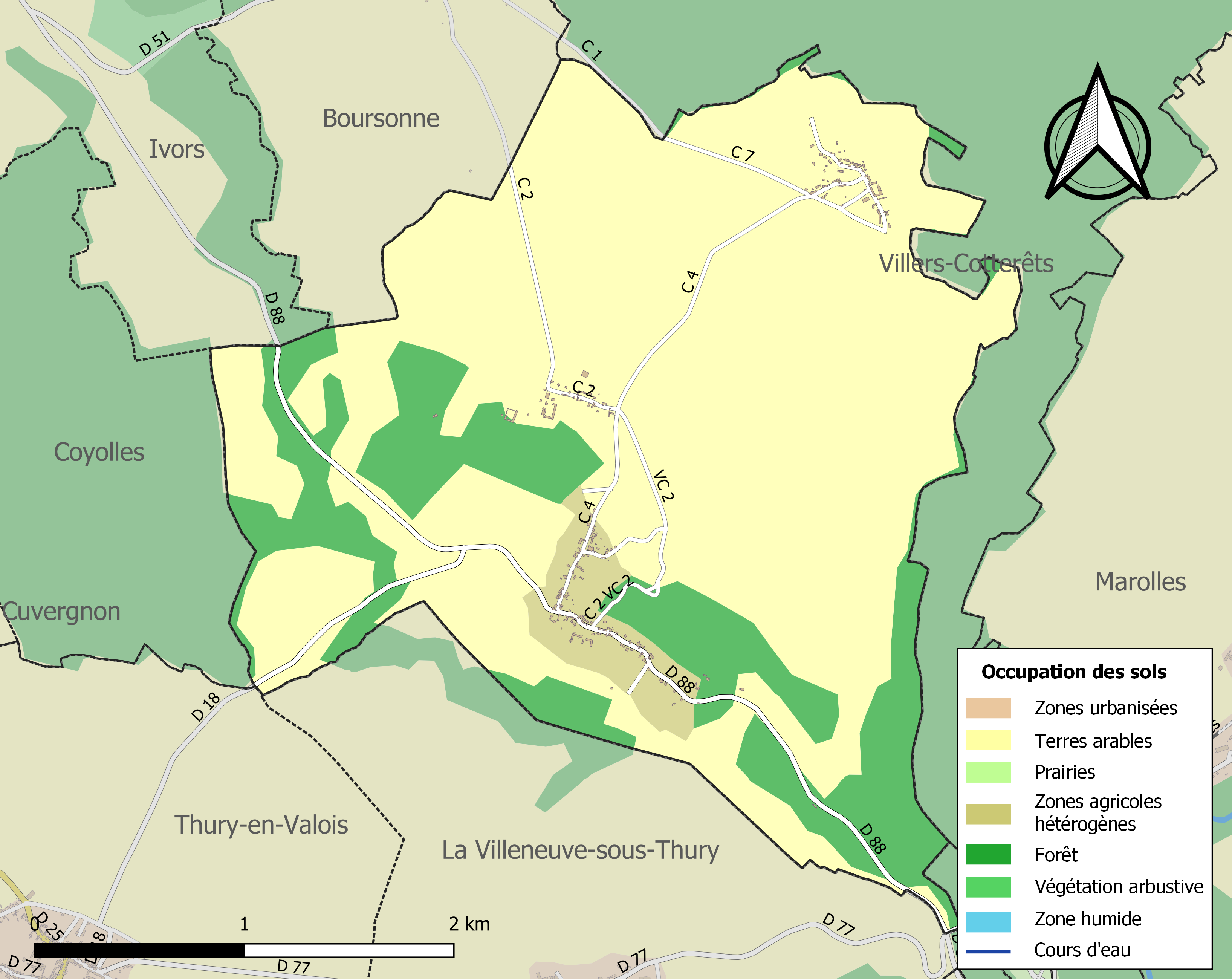
Carte des infrastructures et de l'occupation des sols de la commune en 2018 (CLC).

### Lieux-dits, hameaux et écarts
La commune compte un hameau, Billemont, sur le plateau, au nord du village, et un second, Le Plessis-sur-Autheuil, plus près du village principalement situé le long de la vallée du Ru d'Autheuil.

### Habitat et logement
En 2018, le nombre total de logements dans la commune était de 136, alors qu'il était de 132 en 2013 et de 124 en 2008.
Parmi ces logements, 81,9 % étaient des résidences principales, 11 % des résidences secondaires et 7,1 % des logements vacants. Ces logements étaient pour 98,5 % d'entre eux des maisons individuelles et pour 1,5 % des appartements.
Le tableau ci-dessous présente la typologie des logements à Autheuil-en-Valois en 2018 en comparaison avec celle de l'Oise et de la France entière. Une caractéristique marquante du parc de logements est ainsi une proportion de résidences secondaires et logements occasionnels (11 %) supérieure à celle du département (2,5 %) et à celle de la France entière (9,7 %). Concernant le statut d'occupation de ces logements, 86,5 % des habitants de la commune sont propriétaires de leur logement (85,4 % en 2013), contre 61,4 % pour l'Oise et 57,5 pour la France entière.
| Typologie                                               | Autheuil-en-Valois | Oise | France entière |
| ------------------------------------------------------- | ------------------ | ---- | -------------- |
| Résidences principales (en %)                           | 81,9               | 90,4 | 82,1           |
| Résidences secondaires et logements occasionnels (en %) | 11                 | 2,5  | 9,7            |
| Logements vacants (en %)                                | 7,1                | 7,1  | 8,2            |

### Voies de communication et transports
Autheuil-en-Valois est aisément accessible par le tracé initial de l'ancienne route nationale 36 (actuelle RD 936). La commune se trouve à 5 km de la gare de Mareuil-sur-Ourcq desservie par les trains de la Ligne P du Transilien, en direction ou en provenance de La Ferté-Milon.
La commune est desservie par la ligne 6431 du réseau interurbain de l'Oise.

## Toponymie
Le nom de la localité est attesté sous les formes terra de Autolio (1121) ; apud autoel (XIIIe) ; de Autolio (vers 1269) ; Antholium in Valesia (1250) ; Renauz de Autuelg (1267) ; Autolium (vers 1260) ; de autolio (1309) ; Autheuile le Plessis (1530) ; Autheul (1598) ; Auteuil (1667) ; Autheuil-en-Valois (1840).

Autheuil-en-Valois est dénommée « Auteuil » sur la Carte de Cassini au XVIIIe siècle.
Toponyme d'origine vraisemblablement gallo-romaine, est issu du gaulois ialo, « clairière », et sans doute du latin altus, « haut », comme tous les Autheuils de langue d'oïl,ce toponyme semble signifier « Haute Clairière ». Terminaison en ialum, dans le sens d'espaces découvert (par rapport aux espaces couverts de forêts). 

Homonymie avec Autheuil-Authouillet (Eure), Autheuil (Orne), Autheuil (Eure-et-Loir).
Le Valois, dit aussi Pays du Valois, est une région naturelle de France, située dans l'ancienne Île de France au nord de Paris, sur les départements actuels de l'Oise et de l'Aisne, dans les Hauts-de-France.

## Politique et administration

### Rattachements administratifs et électoraux

#### Rattachements administratifs
La commune se trouve depuis 1926 dans l'arrondissement de Senlis du département de l'Oise.
Elle faisait partie depuis 1802 du canton de Betz. Dans le cadre du redécoupage cantonal de 2014 en France, cette circonscription administrative territoriale a disparu, et le canton n'est plus qu'une circonscription électorale.

#### Rattachements électoraux
Pour les élections départementales, la commune fait partie depuis 2014 du canton de Nanteuil-le-Haudouin
Pour l'élection des députés, elle fait partie de la quatrième circonscription de l'Oise.

### Intercommunalité
Autheuil-en-Valois est membre de la communauté de communes du Pays de Valois, un établissement public de coopération intercommunale (EPCI) à fiscalité propre créé en 1996 et auquel la commune a transféré un certain nombre de ses compétences, dans les conditions déterminées par le code général des collectivités territoriales.

### Liste des maires
| Période                                  | Période                       | Identité           | Étiquette | Qualité  |
| ---------------------------------------- | ----------------------------- | ------------------ | --------- | -------- |
| Les données manquantes sont à compléter. |                               |                    |           |          |
| mars 2001                                | 2014                          | Jean-Marc Heurtaut | UMP       |          |
| 2014                                     | 2020                          | Pierre Caudron     |           | Retraité |
| 2020                                     | En cours (au 2 décembre 2020) | Damien Heurtaut    |           |          |

## Population et société

### Démographie

#### Évolution démographique
L'évolution du nombre d'habitants est connue à travers les recensements de la population effectués dans la commune depuis 1793. Pour les communes de moins de 10 000 habitants, une enquête de recensement portant sur toute la population est réalisée tous les cinq ans, les populations de référence des années intermédiaires étant quant à elles estimées par interpolation ou extrapolation. Pour la commune, le premier recensement exhaustif entrant dans le cadre du nouveau dispositif a été réalisé en 2004.

En 2022, la commune comptait 259 habitants, en évolution de −5,13 % par rapport à 2016 (Oise : +0,87 %, France hors Mayotte : +2,11 %).
| 1793 | 1800 | 1806 | 1821 | 1831 | 1836 | 1841 | 1846 | 1851 |
| ---- | ---- | ---- | ---- | ---- | ---- | ---- | ---- | ---- |
| 460  | 492  | 513  | 467  | 529  | 538  | 547  | 520  | 505  |

| 1856 | 1861 | 1866 | 1872 | 1876 | 1881 | 1886 | 1891 | 1896 |
| ---- | ---- | ---- | ---- | ---- | ---- | ---- | ---- | ---- |
| 483  | 457  | 466  | 454  | 420  | 362  | 365  | 378  | 348  |

| 1901 | 1906 | 1911 | 1921 | 1926 | 1931 | 1936 | 1946 | 1954 |
| ---- | ---- | ---- | ---- | ---- | ---- | ---- | ---- | ---- |
| 324  | 328  | 326  | 300  | 294  | 272  | 272  | 279  | 246  |

| 1962 | 1968 | 1975 | 1982 | 1990 | 1999 | 2004 | 2006 | 2009 |
| ---- | ---- | ---- | ---- | ---- | ---- | ---- | ---- | ---- |
| 235  | 204  | 166  | 162  | 230  | 212  | 239  | 246  | 282  |

| 2014 | 2019 | 2022 | - | - | - | - | - | - |
| ---- | ---- | ---- | - | - | - | - | - | - |
| 278  | 270  | 259  | - | - | - | - | - | - |

#### Pyramide des âges
La population de la commune est relativement jeune.
En 2018, le taux de personnes d'un âge inférieur à 30 ans s'élève à 32,2 %, soit en dessous de la moyenne départementale (37,3 %). À l'inverse, le taux de personnes d'âge supérieur à 60 ans est de 19,6 % la même année, alors qu'il est de 22,8 % au niveau départemental.
En 2018, la commune comptait 132 hommes pour 139 femmes, soit un taux de 51,29 % de femmes, légèrement supérieur au taux départemental (51,11 %).
Les pyramides des âges de la commune et du département s'établissent comme suit.
| Hommes | Classe d’âge | Femmes |
| ------ | ------------ | ------ |
| 0,0    | 90 ou +      | 0,0    |
| 3,8    | 75-89 ans    | 6,5    |
| 14,4   | 60-74 ans    | 14,5   |
| 32,6   | 45-59 ans    | 24,6   |
| 18,2   | 30-44 ans    | 21,0   |
| 12,9   | 15-29 ans    | 15,2   |
| 18,2   | 0-14 ans     | 18,1   |

| Hommes | Classe d’âge | Femmes |
| ------ | ------------ | ------ |
| 0,5    | 90 ou +      | 1,4    |
| 5,5    | 75-89 ans    | 7,6    |
| 15,6   | 60-74 ans    | 16,3   |
| 20,8   | 45-59 ans    | 20     |
| 19,4   | 30-44 ans    | 19,4   |
| 17,6   | 15-29 ans    | 16,2   |
| 20,6   | 0-14 ans     | 19,1   |

## Culture locale et patrimoine

### Lieux et monuments
- L'église Saint-Martin, composite, du milieu du XIIe siècle subsiste un beau portail roman en saillie, avec fines colonnettes et décor sculpté. De la partie orientale construite à la fin du XIIe siècle, il subsiste quelques éléments dans le transept et le chœur. 
Une réhabilitation du milieu du XVIe siècle a notamment laissé une nef de style Renaissance non voûtée et la grosse tour[30],[31]. L'église est classée aux monuments historiques[32].

L'église Saint-Martin
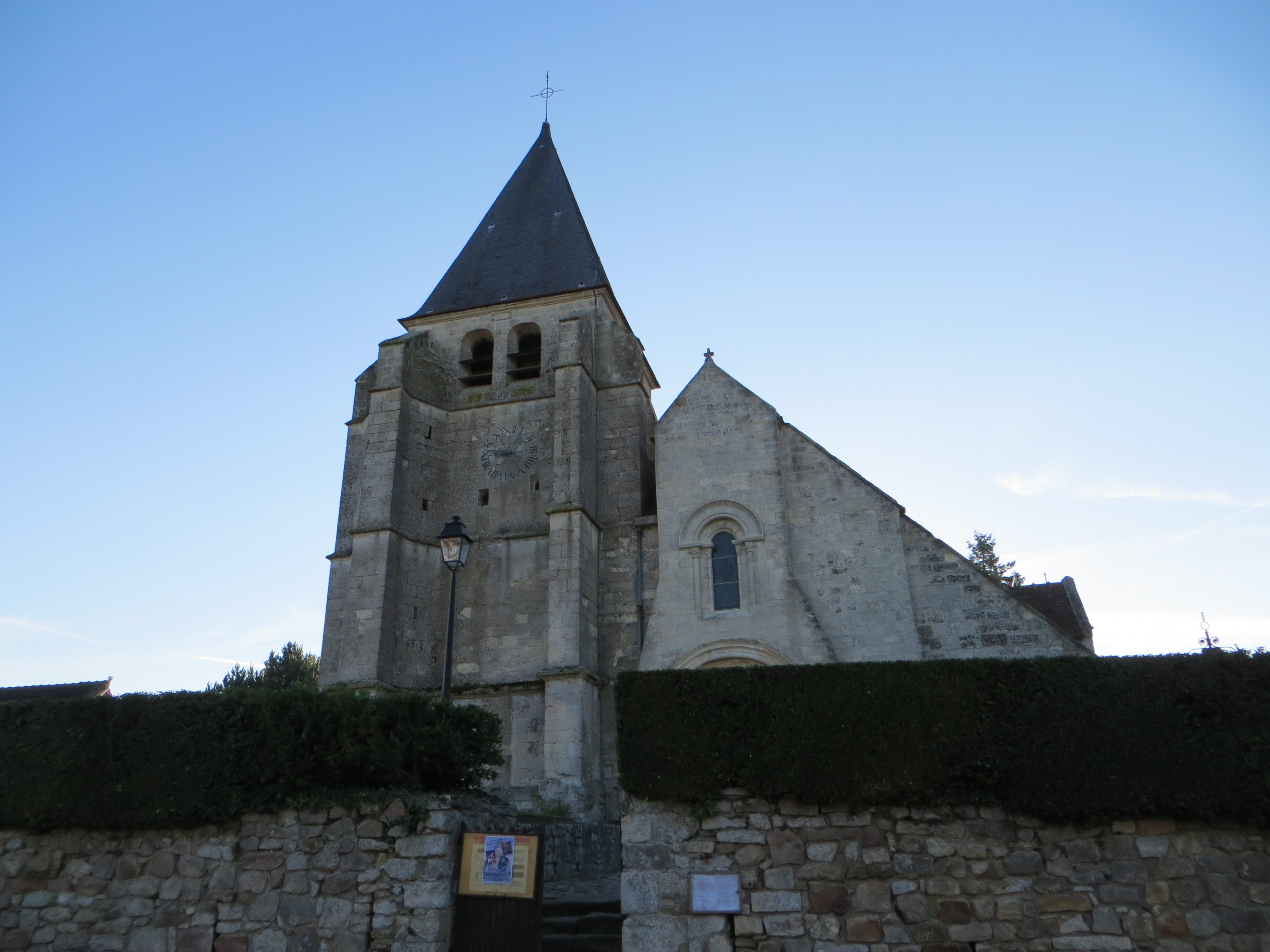
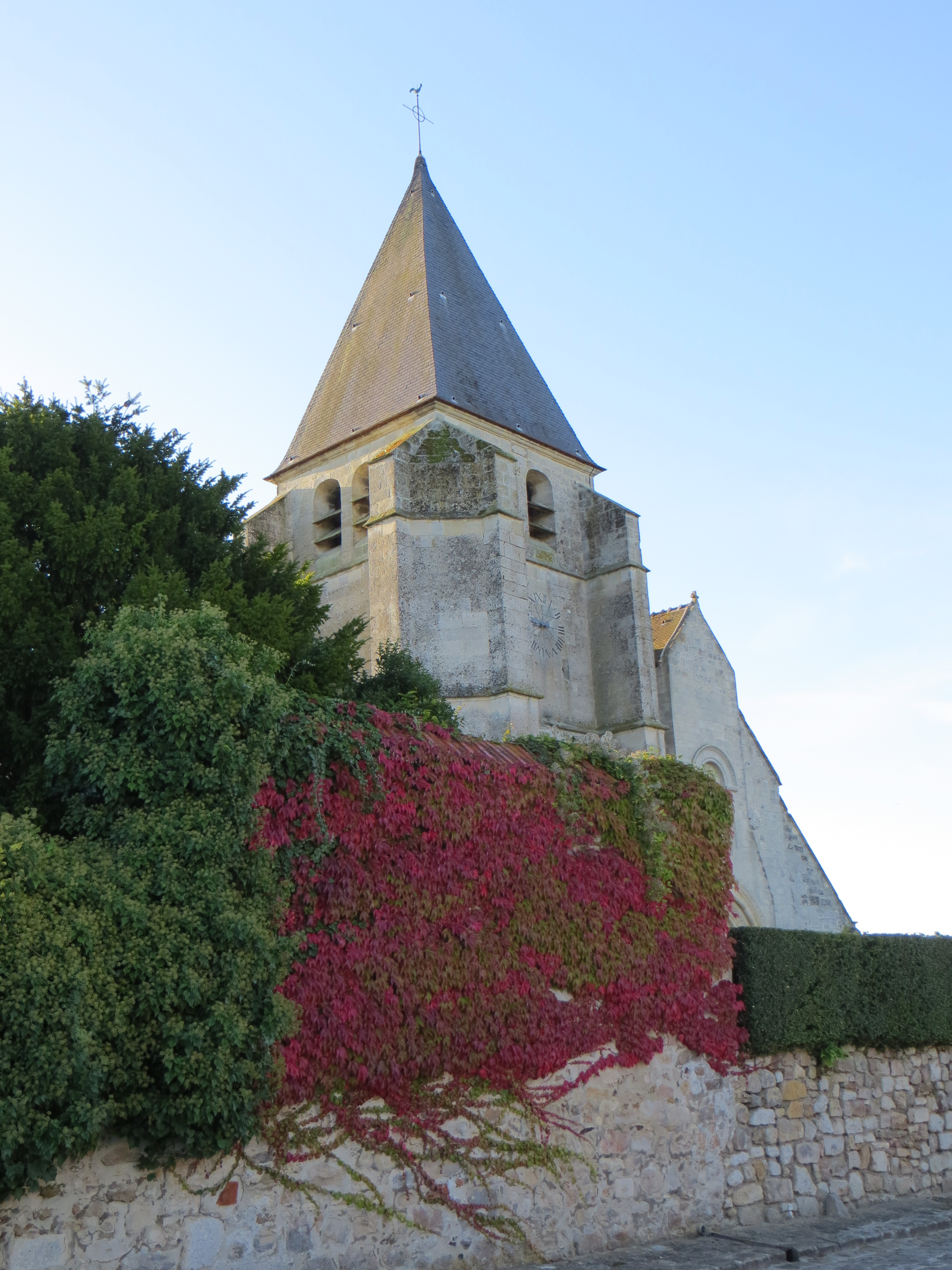
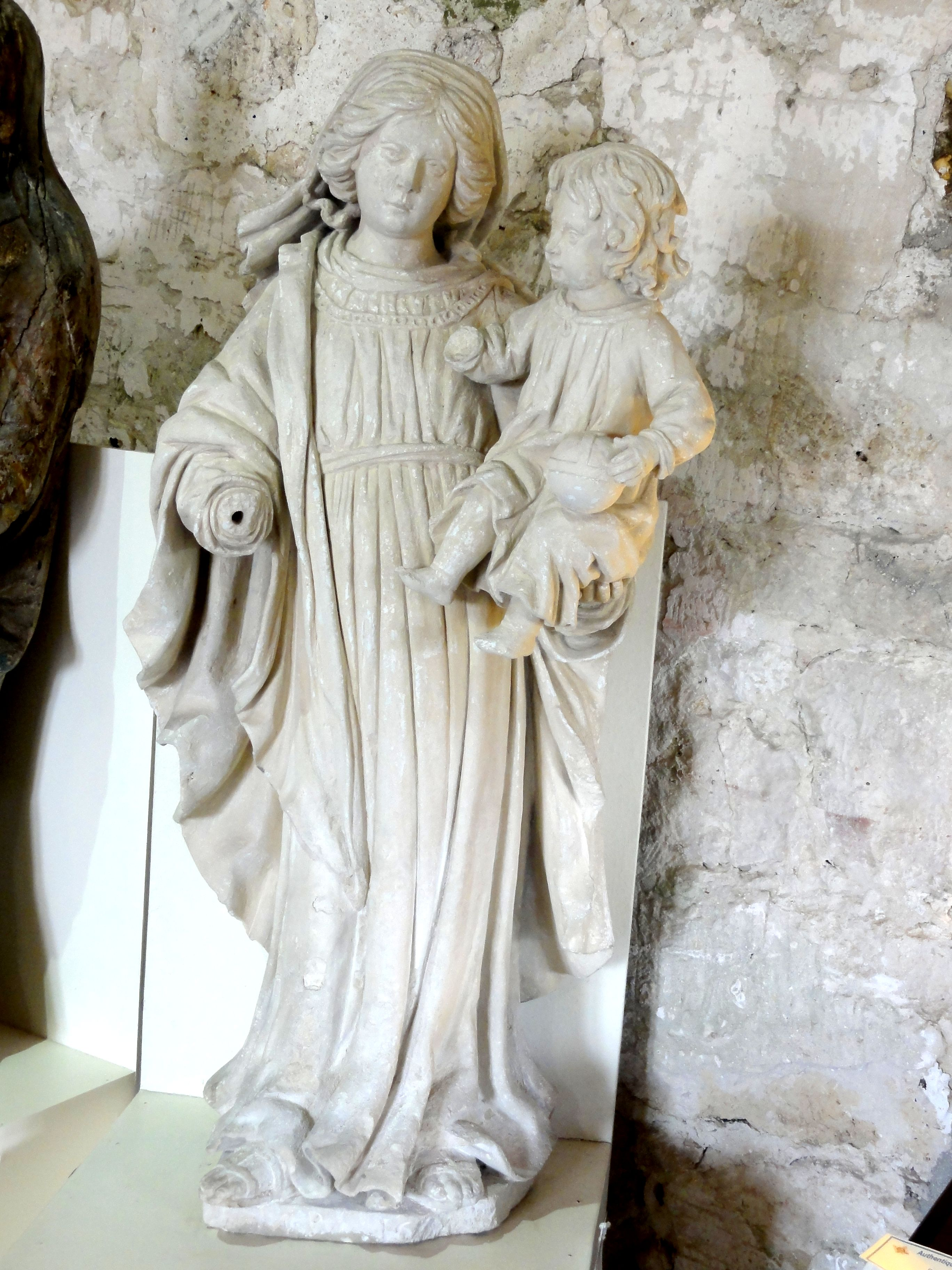
Vierge à l'enfant du XVIIe siècle
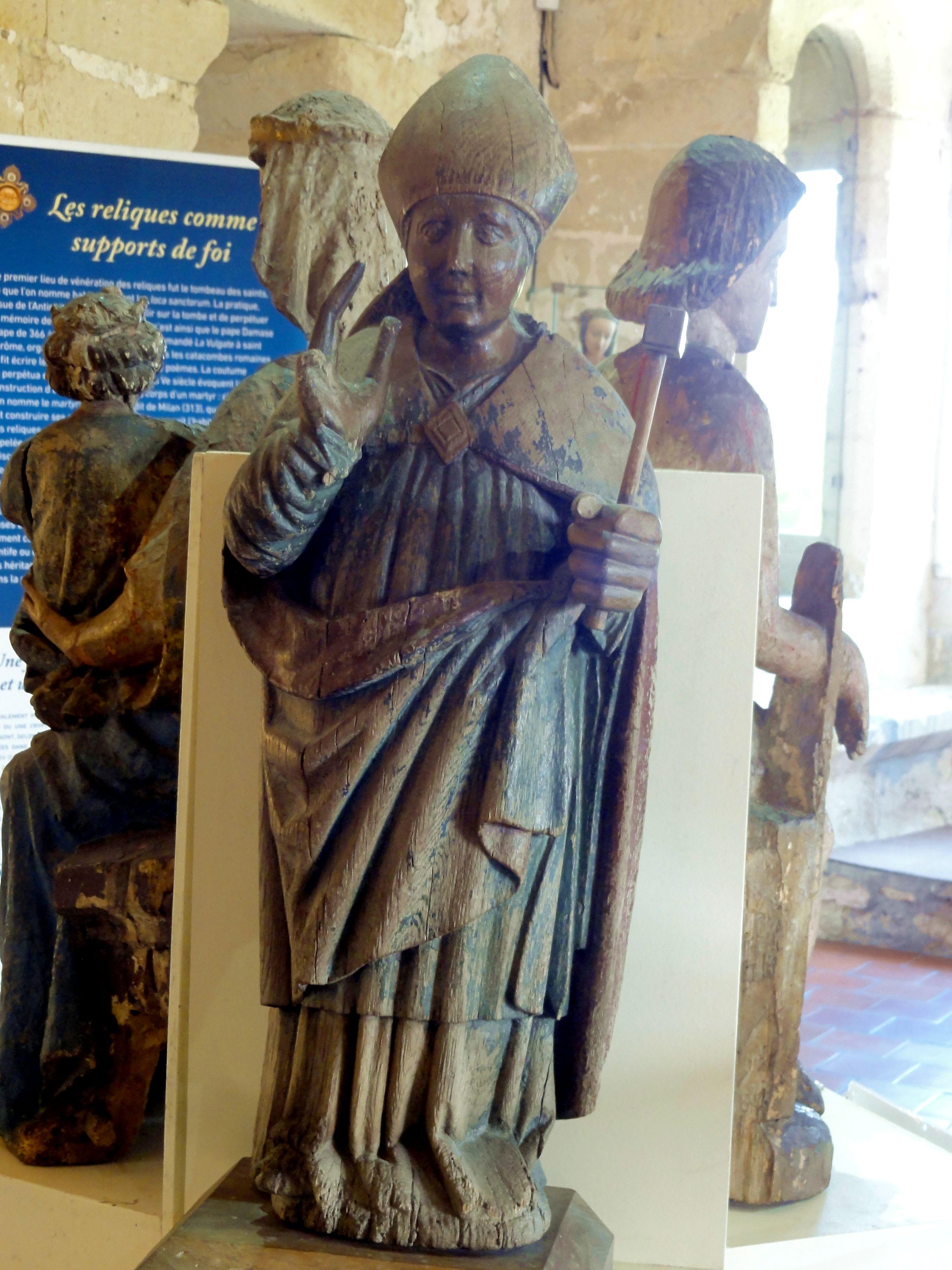
Saint-Éloi, du XVIe siècle
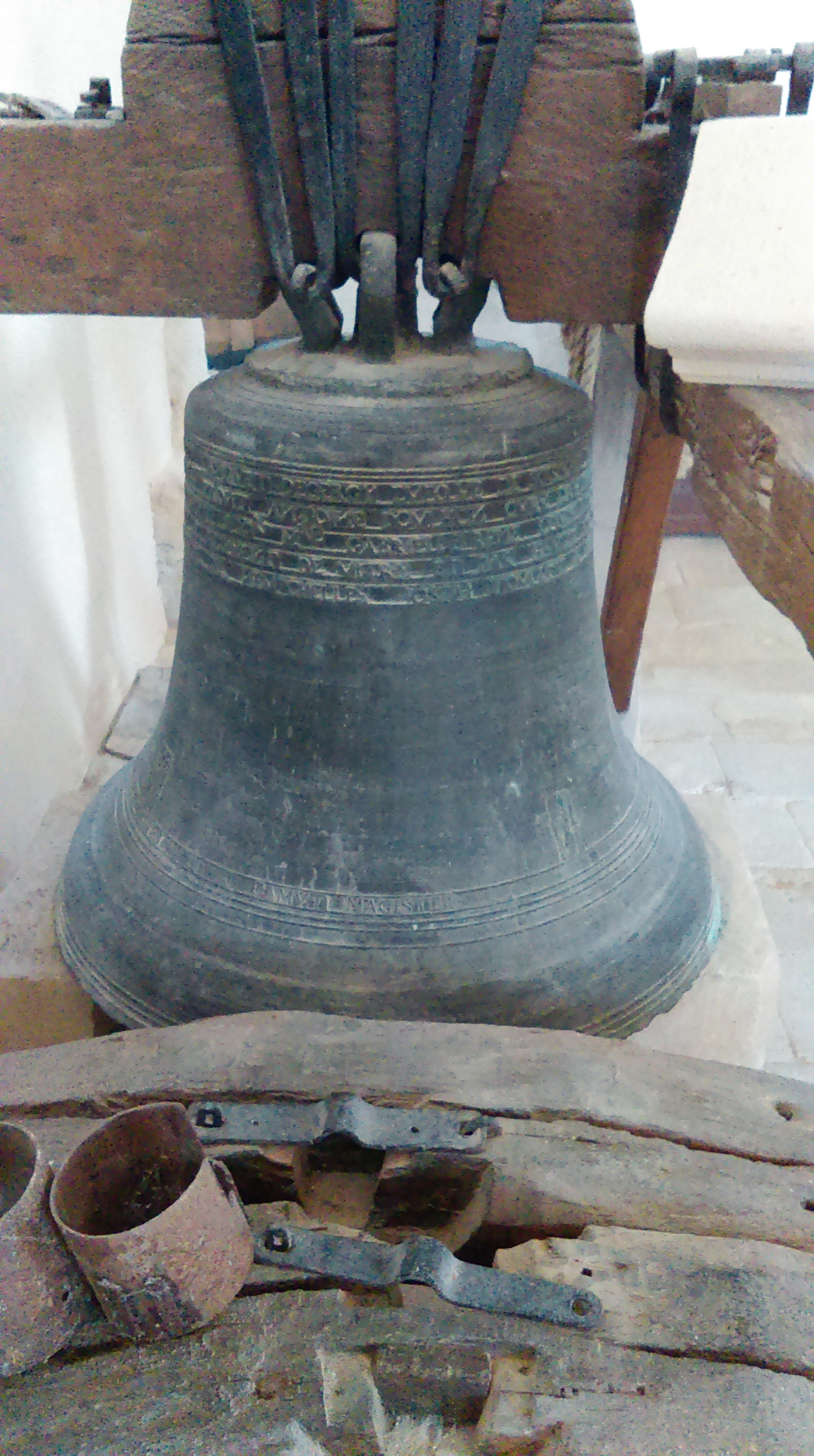
La cloche
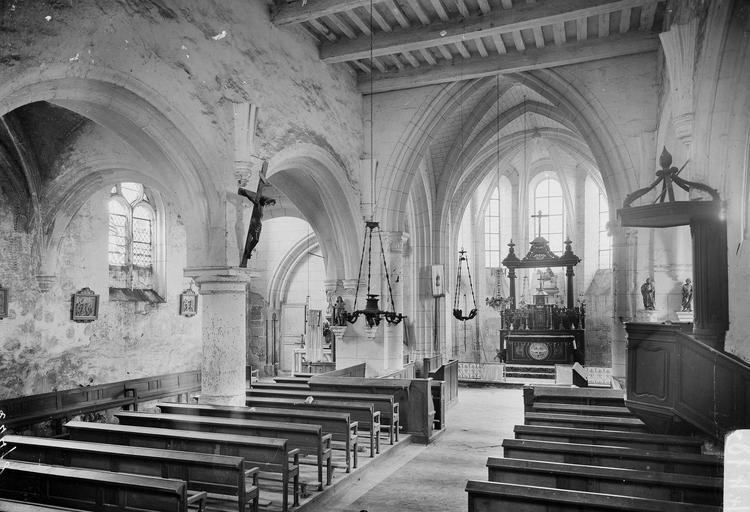
La nef, autrefois.

- L'ancien prieuré Notre-Dame, situé dans le village, conserve une église construite vers 1120, de plan rectangulaire, avec nef plafonnée et chœur voûté en berceau brisé et à chevet plat. Ce fut un prieuré clunisien, transformé en ferme à la Révolution. Il est actuellement en cours de réhabilitation, à l'initiative des "Amis du Prieuré de Notre-Dame d'Autheuil-en-Valois". Cette association a construit de toutes pièces un cloître de style gothique, au sud de l'église[30].